# Gare de Gelrode
La gare de Gelrode est une ancienne gare ferroviaire belge de la ligne 35, de Louvain à Hasselt située à Gelrode, section de la ville d'Aerschot, dans la province du Brabant flamand en Région flamande.

## Situation ferroviaire
La gare de Gelrode était située au point kilométrique (PK) 41,5 de la ligne 35, de Louvain à Hasselt entre les gares d'Aerschot et de Wezemaal, ouvertes aux voyageurs.

## Histoire
Le 2 mars 1863, les sections de Louvain à Aarschot et d'Aarschot à Herentals construites par la Société anonyme des chemins de fer du Nord de la Belgique sont livrées à la Compagnie de l'Est-Belge qui en assure l'exploitation avant de donner naissance, la même année, au réseau du Grand Central Belge, nationalisé en 1897.
Les Chemins de fer de l'État belge mettent en service les points d'arrêt de Gelrode et Wezemaal le 3 janvier 1903. Gelrode est administré depuis la gare d'Aerschot.
Elle devient une halte en 1908, accessible aux voyageurs et au marchandises. Le bâtiment de la gare daterait de cette période.
Rétrogradé au rang de point d'arrêt à une date inconnue — il est mentionné comme tel en 1978 —. La SNCB décide finalement de supprimer l'arrêt de Gelrode le 26 septembre 1993 ne laissant entre Louvain et Aarschot que le point d'arrêt de Wezemaal. Une partie du bâtiment servant de locaux de service était encore visible en 2009. Plus rien ne subsiste des installations de la gare en dehors du tunnel pour les piétons et cyclistes qui a remplacé le passage à niveau.

## Patrimoine ferroviaire
Le bâtiment des recettes correspondait au plan type 1893 des Chemins de fer de l'État belge.
À Gelrode, l'aile dévolue aux voyageurs et au magasin des petites marchandises comporte sept travées et se trouve à gauche du corps de logis à étage, avec une porte pour les marchandises percée dans le mur-pignon de gauche. L'aile de service, en forme de « L », abritant notamment la cuisine et les toilettes, possédait un toit vitré au-dessus de la cour intérieure. La façade était en brique rouge avec des bandes décoratives de brique jaune et de la pierre pour les linteaux et seuils de fenêtre ainsi que le soubassement. Six travées de l'aile principales ont été conservées jusqu'au début des années 2000 avant que ce vestige du bâtiment soit remplacé par une construction en préfabriqués.